# Kincses György
Kincses Dzsordzsó György (Kiskunhalas, 1963. március 19. – 2007. szeptember 4.) magyar profi ökölvívó, előbb a "halasi ökölvívás apostola” Csenki Ferenc, majd  László Sándor edző tanítványa. A KSC-ben idb. Balzsay Károly edzette.

## Élete
Sportegyesülete 1977-1980 között Kiskunhalason, 1981–1990 között a Kecskeméti Sport Club (KSC) keretében öklözött, öt évig csapatkapitány is volt. Csenki Ferenc indította el pályáján, László Sándor nevelte bokszolóvá, majd Balzsay Károly juttatta fel a csúcsra. Állandó tagja a KSC NB. I-es Csapat Bajnokságok (csébé) csapatának. Versenyzőként négy földrészen (Európa mellett Ázsiában, Afrikában, Amerikában), 16 külföldi országban járt, Kubában is bokszolt. Mintegy hatvan nemzetközi mérkőzést vívott, kétharmadát megnyerte. Pályafutás alatt 264 mérkőzéséből 218 győzelem, 7 döntetlen, 39 vereség volt. 1990-1993 között profi versenyző. 1991-ben lesz Magyarország második világháború utáni első profi bajnoka. 12 profi meccséből 6 győzelem, 1 döntetlen és 5 vereség volt. Segédedzőként segítette a klub munkáját.

## Sporteredményei
1. országos serdülő bajnok,
2. ifjúsági Országos Bajnokságon 2-szer volt bajnok,
3. 1982-ben junior magyar bajnok,
4. 1981-től ifjúsági válogatott,
5. 1983-1988 között több mint 30 válogatott mérkőzést vívott,
6. 1983-ban junior Európa bajnokságon (EB) 5. hely,
7. 1983-ban Várnában a felnőtt Európa-bajnokságon 5. hely,
8. három magyar bajnoki címet nyert (1985, 1986, 1988), kétszeres ezüstérmes (1987, 1989).
9. 1984-ben nevezték a Los Angelesi olimpiára, de a magyar sportolók nem vehettek részt,
10. 1986-ban utazó volt az USA-beli világbajnokságra, gyermeke betegsége miatt lemondta.